# Hisonotus montanus
Hisonotus montanus är en fiskart som beskrevs av Carvalho och Roberto Esser dos Reis 2009. Hisonotus montanus ingår i släktet Hisonotus och familjen Loricariidae. Inga underarter finns listade i Catalogue of Life.